# 161625 Susskind
161625 Susskind este o planetă minoră (asteroid) din centura de asteroizi. A fost descoperită pe 22 decembrie 2005 la Catalina Station⁠(d) de Catalina Sky Survey. 
Obiectul prezintă o orbită caracterizată de o semiaxă mare de 2,6459339178022 UAi, o excentricitate de 0,28536669473141, o înclinație de 12,412490538577 ° în raport cu ecliptica.